# Scorpiops pakistanus
Espèce
Scorpiops pakistanus est une espèce de scorpions de la famille des Scorpiopidae.

## Distribution
Cette espèce est endémique du Khyber Pakhtunkhwa au Pakistan. Elle se rencontre dans le district du Haut-Dir.

## Description
Le mâle holotype mesure 71,5 mm et la femelle paratype 70,8 mm. Scorpiops pakistanus mesure de 55 à 72 mm.

## Étymologie
Son nom d'espèce lui a été donné en référence au lieu de sa découverte, le Pakistan.

## Publication originale
- Kovařík & Ahmed, 2009 : « Three new species of the genus Scorpiops Peters, 1861 (Scorpiones: Euscorpiidae: Scorpiopinae) from Pakistan. » Euscorpius, no 88, p. 1-11 (texte original).